# Steven Pressfield
Steven Pressfield (Port of Spain, Trinidade, 1º de setembro de 1943) é um  escritor e autor de roteiros para cinema, americano. Seus livros retratam principalmente a ficção histórica militar em ambientes da antiguidade clássica.

## Biografia
Pressfield serviu ao Corpo de Fuzileiros Navais dos Estados Unidos na década de 1960, e mais tarde se graduou na Universidade Duke.
Ele é judeu.
Steven Pressfield apareceu como um dos historiadores do documentário do The History Channel em 2007, Last Stand of the 300.[carece de fontes?]

### Literatura
Suas obras de ficção histórica têm alto valor de pesquisa, mas, para dar andamento ao drama, Pressfield pode alterar alguns detalhes, como a seqüência dos eventos, ou fazer uso de termos contemporâneos e nomes de locais celebrados, com o objetivo, segundo ele, de tentar capturar o “espírito dos tempos”.
Para aumentar a imersão dos leitores aos tempos antigos, Pressfield tipicamente escreve seus livros a partir do ponto de vista dos personagens envolvidos. Em The Virtues of War (As Virtudes da Guerra), por exemplo, a história é contada a partir da perspectiva em primeira pessoa de Alexandre.
O épico Portões de Fogo é requisito na Academia Militar dos Estados Unidos e no Instituto Militar de Virgínia, e de acordo com o L. A. Times, “alcançou status cult entre marines”.

## Obras

### Ficção histórica
- Gates of Fire (1998) no Brasil: Portas de Fogo (Objetiva, 2000 / Contexto, 2017)

Sobre a Batalha das Termópilas. Enquanto o exército persa invade a Grécia, os soldados vindos da Esparta e seus aliados tentam resistir-lhes na passagem das Termópilas. Foi o início dum terrível combate.
- Tides of War (2000) no Brasil: Tempos de Guerra (Objetiva, 2004)

Sobre Alcibíades e a Guerra do Peloponeso. Atenas e Esparta, então no auge de suas potências, lutam entre elas pela hegemonia da Grécia. Um homem vai se destacar neste conflito impiedoso, Alcibíades. A sobrevivência de sua nação vai depender de sua conduta.
- Last of the Amazons (2002) em Portugal: A Última Amazona  (Ulisseia, 2003)

No qual Teseu, lendário rei de Atenas, segue viagem a navio para a Costa Norte do Mar Negro, povoada por uma raça de guerreiras femininas. Enquanto em Atenas os homens inventavam a civilização, a tribo das amazonas preferiu a liberdade das estepes. Porém, quando a rainha deste povo orgulhoso tomou a decisão de se casar com  Teseu, rei de Atenas, o conflito tornou-se inevitável.
- The Virtues of War (2004) em Portugal: As Virtudes da Guerra (Ulisseia, 2006)

Sobre Alexandre o Grande. Um nome que todo mundo conhece,  um destino sem igual, uma vida feita para a guerra
- The Afghan Campaign no Brasil: Campanha no Afeganistão (Suma de Letras, 2008)

Sobre as conquistas de Alexandre o Grande no Afeganistão. Enquanto as suas tropas há anos faziam campanhas, Alexandre o Grande continuou avançando na  Ásia. Foi aqui, numa região terrível, que ele enfrentou seus inimigos mais tenazes: os afegãos.
- Killing Rommell (2008) no Brasil: Caçando Rommell (Suma de Letras, 2010)

Um relato fictício de uma patrulha do Grupo Britânico de Longo Alcance do Deserto, durante a Campanha Norte-Africana da Segunda Guerra Mundial

### Ficção
- The Legend of Bagger Vance (1995)

### Não-ficção
- The War of Art: Break Through the Blocks and Win Your Inner Creative Battles (2002) no Brasil: A Guerra da Arte - Supere os Bloqueios e Vença Suas Batalhas Interiores de Criatividade (Nova Fronteira, 2005), relançado em 2021 como Como Superar Seus Limites Internos - Aprenda a Vencer Seus Bloqueios e Suas Batalhas Interiores de Criatividade (Cultrix, 2021)

Um livro que investiga a psicologia da criação das artes e como o "impedimento dos escritores" pode ser curado. O tema seria abordado pelo autor em várias obras seguintes, como Do The Work, Turning Pro, Nobody Wants To Read Your Sh*t e The Artist's Journey.
- Do The Work (2011)

- The Warrior Ethos (2011)
- Turning Pro (2012) no Brasil: Torne-se um Profissional: Como Superar Seus Limites Internos e Triunfar nas Batalhas da Vida (Cultrix, 2021)

- The Authentic Swing: Notes from the Writing of First Novel (2013)
- The Lion's Gate: On the Front Lines of the Six Day War (2014) no Brasil: A Porta Dos Leões - Nas Linhas de Frente da Guerra Dos Seis Dias (Contexto, 2017)
- An American Jew: A Writer Confronts His Own Exile and Identity (2015)
- Nobody Wants to Read Your Sh*t: Why That Is and What You Can Do About It (2016) no Brasil: Sua História Além do Ego - Um Guia Prático e Filosófico Para Domar Sua Obra e Torná-la Irresistível (Hanoi Editora, 2021)

- The Artist's Journey: The Wake of the Hero's Journey and the Lifelong Pursuit of Meaning (2018) no Brasil: A Jornada do Artista - O Despertar da Jornada do Herói e a Eterna Busca por Significado (Hanoi Editora, 2022)

## Filmografia

### Como roteirista
Antes de publicar suas primeiras obras de ficção, Pressfield escreveu vários roteiros para Hollywood.
- King Kong Lives (1986) King Kong 2
- Above the Law (1988) (Nico: À Margem da Lei (título em Portugal) ou Nico: Acima da Lei (título no Brasil))

Estrelado por Steven Seagal e dirigido por Andrew Davis.
- Freejack (1992) (Corrida contra o Futuro (título em Portugal) ou Os Imortais (título no Brasil))

Obra de ficção científica, estrelando Emilio Estevez, Mick Jagger, e Anthony Hopkins.
- Joshua Tree (1992) (Joshua Tree - A Fúria de um Duro (título em Portugal) ou Fuga Mortal (título no Brasil))

Dirigido por Vic Armstrong, estrelando Dolph Lundgren e George Segal.

### Adaptação cinematográfica
- The Legend of Bagger Vance (A lenda de Bagger Vance (título em Portugal) ou Lendas da vida (título no Brasil)) - 2000

Baseado no livro homônimo, estrelando Matt Damon como o jogador profissional de golfe e Will Smith como seu guia espiritual.